# 哥伦比亚南方化学公司
哥伦比亚南方化学公司是PPG工业集团的子公司，主要生产用于工业和农业重工业化学制品，包括：氨、氢氧化钠、氯、四氯化钛、和碳酸钠。

## 地点
巴伯顿，俄亥俄州，巴特利特，加利福尼亚州，科珀斯克里斯蒂，得克萨斯州，泽西市，新泽西州，路易斯安那州查尔斯湖，与新马丁斯维尔，西弗吉尼亚州在美国，加拿大魁北克都有哥伦比亚南方化学公司的化工厂。

## 历史
二战期间，哥伦比亚南方化学公司负责生产聚合物。
二战结束后，氨的供应变得非常紧张；哥伦比亚南方化学公司于1954年后期产生的化学物质。